# Hanwha Techwin
Hanwha Techwin (koreanisch: 한화테크윈 주식회사; Hanja: 韓華---株式會社; RR: Hanwha Tekeuwin Jusighoesa), gegründet als Samsung Techwin, ist ein Videoüberwachungsunternehmen mit Hauptsitz in Changwon, Südkorea und eine Tochtergesellschaft der Hanwha Group. Das Unternehmen beschäftigt 1.822 Mitarbeiter. Sein Gesamtumsatz im Jahr 2020 betrug 529,8 Milliarden südkoreanische Won, das entspricht rund 380 Mio. Euro.
Vor der Übernahme durch Hanwha entwickelte und verkaufte Techwin auch Produkte in den Bereichen Automatisierung, Luftfahrt und Waffentechnik. Diese Geschäftsbereiche sind inzwischen in eigene Hanwha-Tochtergesellschaften ausgegliedert worden – Hanwha Precision Machinery, Hanwha Aerospace und Hanwha Land Systems. Hanwha Techwin konzentriert sich heute auf Kameras, Speichermedien und Videoanalysesoftware für die Videoüberwachung.

## Historie
Das Unternehmen wurde 1977 als Samsung Precision gegründet und später in Samsung Techwin umbenannt. Unter dem Dach von Samsung richtete das Unternehmen 1978 ein Labor für Präzisionsinstrumente ein und begann 1979 mit der Herstellung von Kameras. Seit 1980 erweiterte das Unternehmen sein Angebot um Luftfahrtechnologie. In technischer Zusammenarbeit mit General Electric begann die Herstellung von Düsentriebwerken für koreanische Flugzeuge. Damit einher hing die Entwicklung von Waffentechnologie. So wurden 1984 die ersten 155 mm (6,1 Zoll) Artilleriegeschütze mit Eigenantrieb produziert.
Der Fokus auf Luftfahrttechnik zeigte sich in der Namensänderung des Unternehmens in Samsung Aerospace im Jahr 1987. Zu diesem Zeitpunkt wurden auch die ersten Hubschrauber entworfen. 1996 entwickelte das Unternehmen zusammen mit Bell den Hubschrauber SB427. 1997 produzierte das Unternehmen den ersten KF-16-Kampfjet in Korea. Parallel dazu baute das Unternehmen aber auch sein Geschäft mit Kameras aus und erwarb den deutschen Kamerahersteller Rollei sowie Union Optics of Japan, einen Hersteller von Halbleiterausrüstung. 1997 startete das Unternehmen den Verkauf von Digitalkameras unter dem Markennamen „Samsung Kenox“.
Das gesamte Flugzeuggeschäft wurde im Jahr 1999 an Korea Aerospace Industries übertragen, im Jahr 2000 folgte die Namensänderung des Unternehmens in Samsung Techwin.
Der Fokus auf Kameratechnologie zeigte sich an der Marktentwicklung: Im Jahr 2005 war das Unternehmen Marktführer auf dem koreanischen Markt für Digitalkameras und begann eine technische Zusammenarbeit mit Pentax.
In den europäischen und nordamerikanischen Märkten für Videoüberwachungssysteme trat Samsung Techwin erstmals 2008 unter eigenem Namen direkt auf. Das Sortiment bestand zunächst aus Tag/Nacht-Kameras und digitalen Videorekordern (DVRs) an. Im Jahr 2009 führte das Unternehmen eine neue Serie von digitalen IP-basierten Kameras und Netzwerk-Videorekordern ein.
Samsung Techwin und sein größeres Schwesterunternehmen Samsung Electronics legten im Oktober 2009 die CCTV-Kameraabteilung beider Unternehmen zusammen. In den folgenden Jahren traten beide Unternehmen auf dem CCTV-Markt mit eigenen Produktpaletten auf, die einige technologische Grundlagen gemeinsam hatten, sich aber in vielerlei Hinsicht unterschieden (einschließlich inkompatibler PTZ-Steuerungsprotokolle). Auf vielen Märkten waren sie somit direkte Konkurrenten mit sich überschneidenden Vertriebskanälen.
Im Februar 2014 präsentierte Samsung Techwin auf der International Security, Safety and Fire Exhibition (SICUR) in Madrid ein neues Portfolio an IP-Kameras für vertikale Märkte.
Im Dezember 2014 gab Samsung Electronics den Verkauf seiner Beteiligung an Samsung Techwin an den südkoreanischen Mischkonzern Hanwha Group bekannt.
Am 29. Juni 2015 schloss Hanwha die Übernahme ab und benannte das Unternehmen in Hanwha Techwin um.
2017 wurde das SMT-Bestückungsmaschinengeschäft als Hanwha Precision Machinery ausgegliedert.
Hanwha Techwin konzentrierte sich in der Folgezeit auf die Entwicklung, Produktion und den Vertrieb von Technologie zur Videoüberwachung. Dazu zählen leistungsstarke Überwachungskameras, Netzwerkvideorekorder und die entsprechende Videoanalysesoftware.
Im November 2020 wurde eine neue App für Systemintegratoren veröffentlicht. Die App kann auf mobilen Geräten ausgeführt werden und kann von Google Play und aus dem Apple App Store heruntergeladen werden. Sie erleichtert die Überprüfung des Installationsstatus und erstellt eine Stückliste, mit der der Auftragsstand kontrolliert werden kann.
Am 2. Juli 2021 kündigt Hanwha Techwin fünf neue Modelle der P Series AI Cameras an. Dabei handelt es sich um eine Modellserie von Sicherheitskameras mit Videoanalysetechnologie. Diese Technologie ist in der Lage, Objekte wie Personen, Fahrzeuge, Nummernschilder und Gesichter zu erkennen sowie Objekte in Kategorien wie Altersgruppen, Geschlecht und Farbe zu klassifizieren.

## Sparten
- Überwachungssysteme:

CCTV Videoüberwachungssysteme, Sicherheits-Systeme, Module, DVR, Presenter, optische Instrumente etc.

## Belege
1. ↑  Hanwha Techwin to Spin off Defense, Energy, Industrial Equipment Business Units. Business Korea, 28. April 2017, abgerufen am 14. Oktober 2021 (englisch).
2. ↑  The History of Samsung (1938-Present). Lifewire.com, 2. Dezember 2020, abgerufen am 14. Oktober 2021 (englisch).
3. ↑  Samsung Techwin Unternehmensgeschichte (Memento vom 18. Juni 2010 im Internet Archive)
4. ↑  Samsung Techwin will present its new IP cameras for vertical markets in SICUR 2014. Archiviert vom Original am 23. Mai 2014; abgerufen am 14. Oktober 2021 (englisch).  Info: Der Archivlink wurde automatisch eingesetzt und noch nicht geprüft. Bitte prüfe Original- und Archivlink gemäß Anleitung und entferne dann diesen Hinweis.
5. ↑  Samsung Techwin sold to S. Korean conglomerate. 1. Dezember 2014, abgerufen am 14. Oktober 2021 (englisch).
6. ↑  Hanwha Precision Machinery. Hanwha, abgerufen am 14. Oktober 2021.
7. ↑  Gehe zu Hanwha Precision Machinery Homepage. Archiviert vom Original am 2. Februar 2018; abgerufen am 14. Oktober 2021.  Info: Der Archivlink wurde automatisch eingesetzt und noch nicht geprüft. Bitte prüfe Original- und Archivlink gemäß Anleitung und entferne dann diesen Hinweis.
8. ↑  Business History Hanwha Precision. Abgerufen am 14. Oktober 2021.
9. ↑  SSN Staff: Hanwha's new app makes life easier for system integrators. Security Systems News, 24. November 2020, abgerufen am 14. Oktober 2021 (englisch).
10. ↑  Hanwha Techwin unveils five new models of P series HD AI cameras. sourcesecurity.com, 2. Juli 2021, abgerufen am 14. Oktober 2021 (englisch).